# Calpurnia aurea

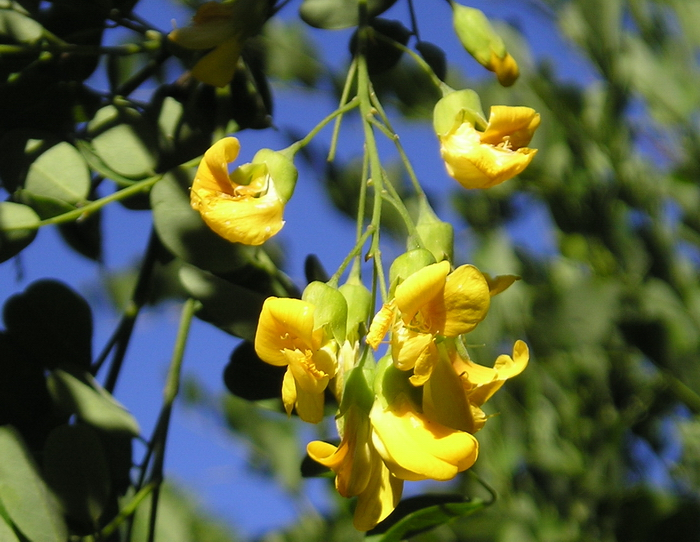
Flors

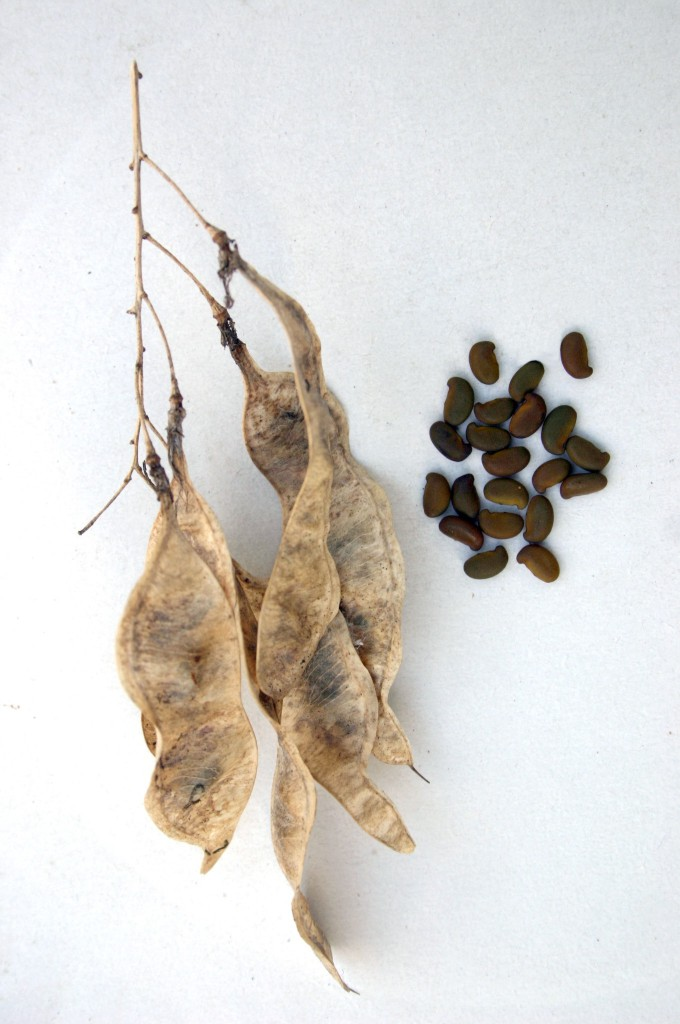
Fruits i llavors

Calpurnia aurea és una espècie de planta de la família de les lleguminoses que es distribueix pel sud d'Àfrica i per l'Àfrica Tropical. És un arbre perenne que es troba en boscos perennes, boscos de ribera, marges i clars.